# Ильин, Николай Николаевич
Николай Николаевич Ильин (12 [24] февраля 1884, Симбирск, Российская империя — 11 июля 1944, Ульяновск, СССР), известный также под псевдонимом Н. Нилли, — русский прозаик, поэт, публицист и издатель симбирской газеты «Жизнь» (1910—1911).

## Биография
Родился Николай Ильин в соответствии с метрической книгой Троицкого собора Симбирска (ныне — Ульяновск) 12 февраля 1884 года в семье крепостного крестьянина, художника-самоучки, своим трудом дослужившегося до чина надворного советника. 18 февраля был крещён. В 6 лет остался сиротой и воспитывался у тётки, Анны Дмитриевны Ильиной, известной в городе повивальной бабке, благодаря которой на свет появился Владимир Ульянов.
Первые публикации Ильина — рассказы «Сон» и «Тонкий узор» — появились в 1909 году в альманахе «Венок» под псевдонимом Н. Нилли, за которым, если прочесть это слово справа налево, легко угадывается его настоящая фамилия. В 1910 году были опубликованы его публицистические заметки в московской газете «Руль».
Также в 1910 году Николай получил разрешение на издание в Симбирске литературной газеты «Жизнь» (первый номер вышел 5 августа 1910 года). Её подзаголовок уточнял: «Газета самостоятельного народного творчества». В соответствии с этой линией Нилли публиковал произведения самодеятельных авторов, но большинство материалов в газету всё же писал сам. Объявленный Ильиным поиск писателей-самоучек первоначально приветствовал сам Максим Горький, однако их творения, вызывавшие лишь насмешки и недоумение, развеяли его розовые мечты. В июне 1911 года газета была закрыта за публиковавшиеся в ней нападки на власть и церковь, а сам Нилли даже угодил в тюрьму на 2 месяца.
Последующие пару лет печатался в симбирских сборниках «О творчестве в народе», «Капля жизни», «Крик жизни», «Жизнь и творчество», «Живая жизнь», «Слова жизни», издавал книжки со стихами и прозой, не пользовавшимися впрочем большой популярностью. Высказывал мнение о том, что искусство должно рассказывать о конкретном чувстве и поступке конкретного реального человека, быть «живым документом», выпустил брошюру «Жизнь. О творчестве женщины».
Во время Первой мировой войны собирал письма солдат с фронта, после чего в 1916 году в Карсуне издал брошюру «Солдатские письма. Сентябрь 1914—июнь 1915 гг.» С 1915 года печатался в журнале «Записки Передвижного театра». В 1918 году задумывал издавать газету «Творчество жизни», однако вышел всего один её номер.
В начале 20-х годов XX века Н. Нилли познакомился с поэтом Александром Блоком и даже посвятил ему стихотворение «Встреча», которое опубликовал в выпущенном в 1922 году в Симбирске самодеятельном поэтическом сборнике «Глаза, обращённые к солнцу».
Скончался писатель 11 июля 1944 года в Ульяновске. Был похоронен на городском кладбище (ныне — Воскресенский некрополь на улице Карла Маркса). Дом № 34 по улице Красногвардейской (бывшая Малая Казанская), в котором в 1903–1925 годы проживал Н. Нилли, включён в реестр объектов культурного наследия Ульяновской области.